# Castanet (Tarn-et-Garonne)
Castanet (okzitanisch gleichlautend) ist eine französische Gemeinde mit 275 Einwohnern (Stand: 1. Januar 2022) im Département Tarn-et-Garonne in der Region Okzitanien (vor 2016: Midi-Pyrénées). Castanet gehört zum Arrondissement Montauban und zum Kanton Quercy-Rouergue (bis 2015: Kanton Saint-Antonin-Noble-Val). Die Einwohner werden Castanetois genannt.

## Geographie
Castanet liegt etwa 39 Kilometer nordöstlich vom Stadtzentrum von Montauban. Umgeben wird Castanet von den Nachbargemeinden Vailhourles im Norden, La Rouquette im Nordosten, Monteils im Osten, Najac im Süden und Südosten, Ginals im Süden und Südwesten sowie Parisot im Westen. Im Südwesten verläuft das Flüsschen Baye, das zum Aveyron entwässert.

## Bevölkerung
| Jahr      | 1962 | 1968 | 1975 | 1982 | 1990 | 1999 | 2006 | 2013 |
| --------- | ---- | ---- | ---- | ---- | ---- | ---- | ---- | ---- |
| Einwohner | 272  | 310  | 274  | 275  | 240  | 222  | 233  | 254  |

## Sehenswürdigkeiten
- Kirche
- Schloss Cambayrac, seit 2006 Monument historique

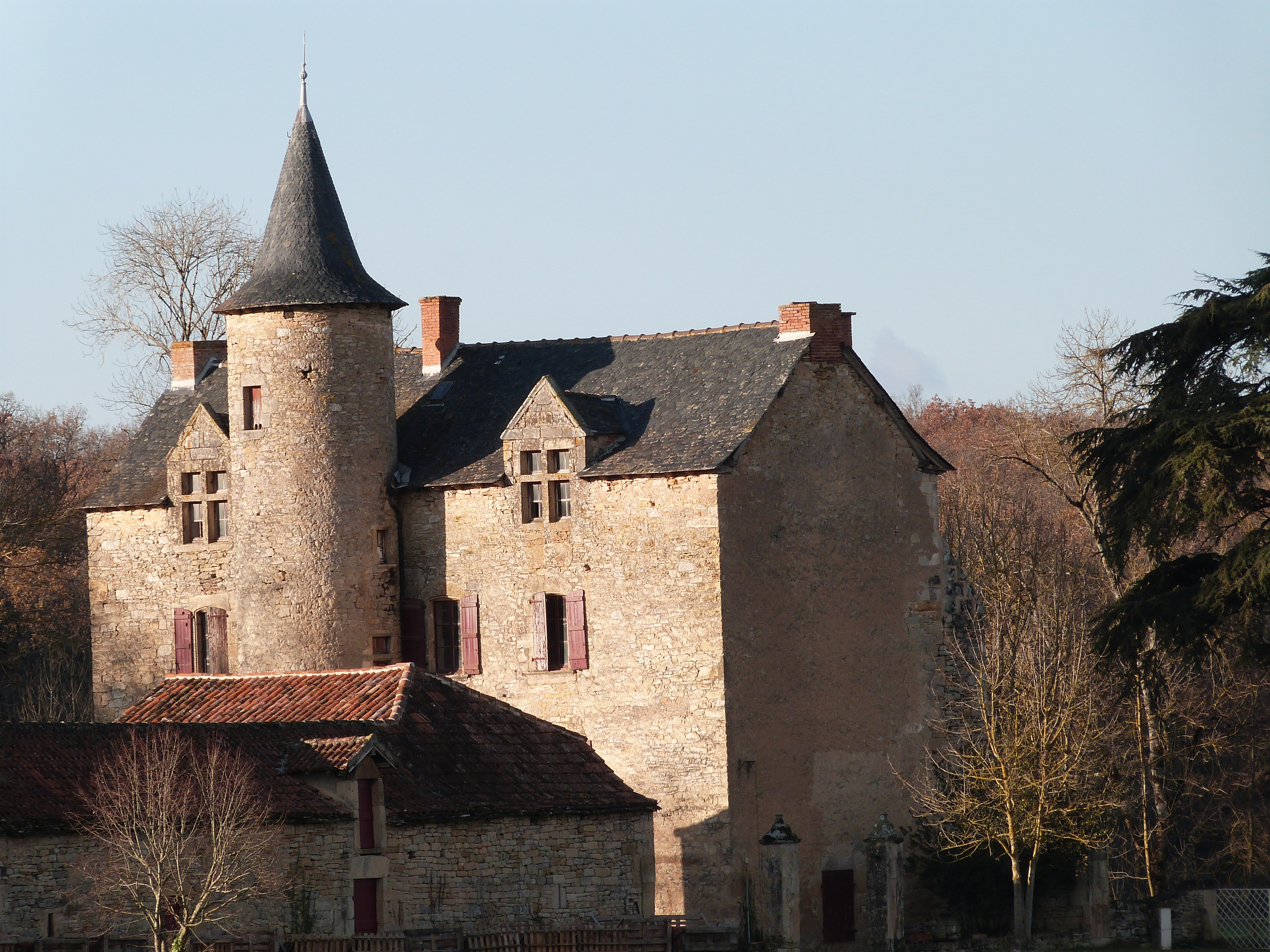
Schloss Cambayrac